# Jobst von Schirnding
Jobst von Schirnding war Amtmann von Hohenberg (1451, 1455, 1459–1482) in Brandenburg-Kulmbach.
Jobst stammte aus dem fränkischen Adelsgeschlecht von Schirnding. Er drängte 1462 im Bayerischen Krieg am Katharinenberg bei Wunsiedel die Böhmen nach ihrer erfolglosen sechswöchigen Belagerung der Stadt Wunsiedel zurück. Obwohl die Böhmen militärisch überlegen waren, führten innere Konflikte zum Zerfall des Angriffsbündnisses und schließlich zum Rückzug. In der Überlieferung ist die Rede von einer „längeren“ und einer „näheren Hussenrais“, damit wurde ungeachtet der veränderten politischen und gesellschaftlichen Gegebenheiten ein Bezug zu den Hussitenkriegen und dem Sieg des Hans von Kotzau am Katharinenberg hergestellt.  